# Bandeira das Quatro Províncias da Irlanda

Uma versão da Bandeira das Quatro Províncias da Irlanda. No sentido horário a partir do canto superior direito, são os estandartes de Connacht, Leinster, Ulster, e Munster. A colocação das províncias varia de bandeira para bandeira.

As quatro tradicionais províncias da Irlanda (Munster, Leinster, Connacht e Ulster) são popularmente apresentada esquartejada como os braços da Irlanda. A Bandeira das Quatro Províncias, e variantes, são utilizados por várias equipes esportivas em toda a Irlanda Irlanda além de organizações culturais. A ordem em que as bandeiras aparecem varia.
A Bandeira de Leinster (Vert, uma Harpa Ouro, cordas Argent) acredita-se que provavelmente evoluiu para o brasão de armas da Irlanda-se com uma mudança de tintura.
Da mesma forma, a Bandeira de Munster (azul escuro com três coroas) é creditado ter sido inspirado no brasão do antigo Senhorio da Irlanda, ou do Ducado da Irlanda criado para Robert de Vere em 1386. As coroas são agora geralmente descritas como de inspiração  "antiga" ou "oriental": de ouro com oito pontas afiadas, raios triangulares, dos quais cinco são vistos.
A Bandeira do Ulster e o brasão dos de Burgh, Condes de Ulster, combinado com a mão vermelha, o selo dos O'Neills. Estas duas dinastias são simbólicas e estão inseparavelmente ligadas ao Ulster. A combinação deles é do tipo brasonado Ouro, com uma Cruz de Goles, um inescutcheon em Argent,  mão destra ereta aupaumee e couped no pulso de Gules.
Finalmente, a Bandeira de Connacht  é estampada Partido em  Argent e Azure, no primeiro, um dimidiate de águia
em exibido no segundo coroas da partição um braço curvado, a mão segurando uma espada, todos Argentno  todos os Argent. Este acredita-se que foram adotadas desde que os braços do medieval Schottenklöster (Mosteiro Gaélico), em Regensburg, Alemanha. Os braços de Regensburg Schottenklöster, que data de, pelo menos, o século XIV, combinado brasão do Sacro Imperador Romano (de quem a abadia recebeu proteção) dimidiated ( união de dois brasões heráldicos) como um símbolo que pode ser ligado com o brasão da dinastia dos O'Brien( no século XI O'Brien é listado como o "fundador" da abadia). Os brasão pode ter sido concedido a Ruaidrí Ua Conchobair, Rei de Connacht e o último Alto Rei da Irlanda antes da invasão Normanda, a abadia como um presente para o retorno de seu patrocínio. As armas  eram dadas como  "armas dos antigos tempos" da Irlanda por Athlone Pursuivant, Edward Fletcher, c. 1575 e, com ligeira alteração de tinturas, tornou-se as armas de Connacht, no século XVII.

## Utilização atual

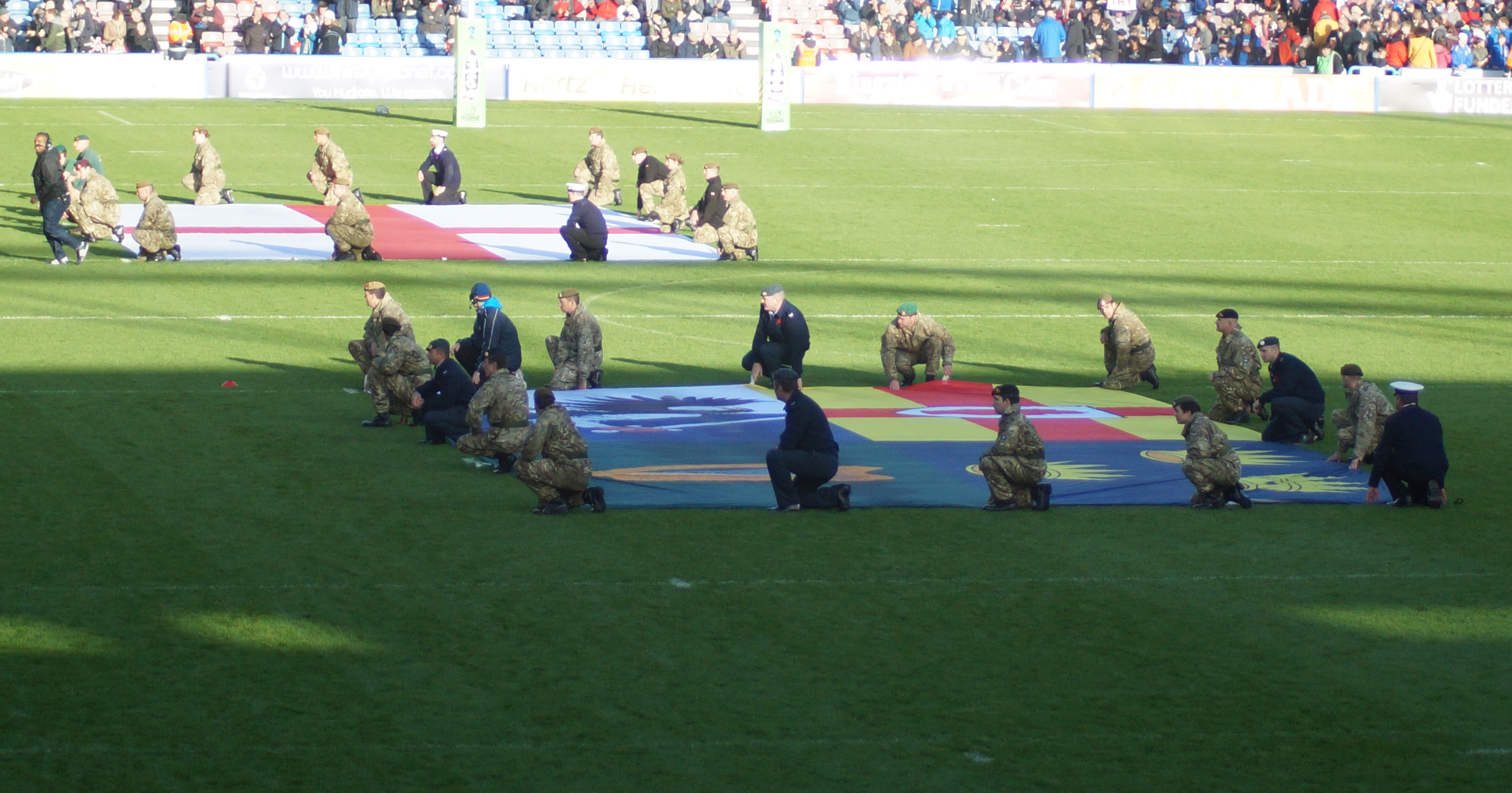
Inglaterra / Irlanda, 2013 RLWC

A Bandeira e suas variações é atualmente utilizado por muitas organizações na Irlanda , especialmente aqueles que operam em toda a Irlanda contexto, por exemplo, a A equipe de rugby da Irlanda, Irlanda do time de hóquei e o Irlandês Associação de Boxe Amador.

Bandeira da Irlanda do time de rugby
Bandeira da Irlanda do time de hóquei